# Monde Selection
Monde Selection 是位于比利时布鲁塞尔的商業營利機構「International Institute for Quality Selections」在1961年創立的一個非競爭性的飲食和美容用品的獎項。此獎項曾被譯為「國際品質評鑑大賞」、「世界品質評鑑大賞」、「世界食品品質評鑒大會」、「世界食品品質評鑑大賞」或「世界品質品鑑大賞」。
2012年，有來自世界各國超過1000種商品参加品質評鑒。獎項以商品性質分類，由獨立評審團比較各食品或產品的安全、味道、包装、原材料等各方面進行審查後評定。評審成員包含專業工程師、營養顧問、米其林星級廚師(Michelin starred chefs)、釀造師、大學講師、侍酒師、保養品安全分析師等各界頂尖人士組成，該組織宣稱「金、銀、銅獎的品質可對應旅館的星級等地或米其林指南的星級」。
每年度約有超過兩千個產品獲獎，以2016年為例，在全部2938個參與的產品裡，共有2618個產品（89.1%）穫獎。其中超過半數獲得最高等的特別金獎（Grand Gold）或金獎（Gold）。獲獎的產品以來自亞洲的產品最多，而來自北美洲與中美洲的產品最少。
對於選擇評鑑的對象，
儘管所有的評選過程均以匿名進行，但與米其林指南不同的是，米其林指南自行選擇評鑑的餐廳對象，並負擔審查過程中的所有費用；而 Monde Selection 則
只評鑑報名參加且支付每件約一千歐元的報名費的產品。近年與荷蘭A.A. Taste Awards、比利時iTQi及英國 Great Taste並列世界四大美食獎。

## 報名費
2019年的選拔，報名費是每件產品1,200歐元（同評鑑類別第三件會有100歐元的折扣），第三件開始為1,050歐元。且送件的食品樣本必須要以稅訖交貨條件（英語：Delivered Duty Paid, DDP）送達。

## 評鑒商品種類
隨著每年評選有所變動，2015年的評選項目有以下7種：
- 烈酒、蒸餾酒 (Spirits & Liqueurs)
- 啤酒、水及其他軟性飲料 (Beers, Waters & Soft Drinks)
- 食品 (Food Products)
- 國際葡萄酒競賽(The International Wine Contest)
- 菸草產品 (Tobacco Products)
- 節食、健康產品 (Diet & Health products)
- 化粧品、衞生用品 (Cosmetics & Toiletries)

前幾年曾有種類「巧克力與糖果(Chocolates & Confectionery)」以及「穀類製品(Cereal Products)」2015年消失，被葡萄酒以及煙草產品兩類取代。

## 獎項
任何取得60%評分以上產品可取得獎項：
- 特別金獎(Grand Gold Quality Award)：得到90-100%的評分
- 金獎(Gold Quality Award)：得到80-89%的評分
- 銀獎(Silver Quality Award)：得到70-79%的評分
- 銅獎(Bronze Quality Award)：得到60-69%的評分

## 外部連結
- Monde Selection 官方網站（页面存档备份，存于） (（英文）)

### 脚注
1. ↑  . 青島晚報. 2012-07-12  [2015-02-22]. （原始内容存档于2017-09-23）.
2. ↑  .   [2016-07-14]. （原始内容存档于2019-09-30）.
3. ↑  Monde Selection - Participation documents 2013 - AL - UK.pdf http://www.monde-selection.com/en/4.0_How_to_Participate_and_FAQ/4.1_How_to_participate/4.1.3_Participation_Documents/4.1.3_Participation_Documents.asp （页面存档备份，存于）
4. ↑  .   [2015-02-23]. （原始内容存档于2012-09-26） （英语）.